# Spor-Toto-Pokal
Der Spor-Toto-Pokal (türkisch: Spor Toto Kupası) ist ein türkischer Fußballwettbewerb. Ursprünglich zwischen 1965 und 1970 ausgetragen wurde er 2012 wiederbelebt.

## Wettbewerb
Ursprünglich nahmen an dem Wettbewerb vier Mannschaften aus der 1. Liga teil. Dabei spielte jeder gegen jeden in einem Ligamodus, so dass jede Mannschaften drei Spiele zu bestreiten hatte. Beşiktaş Istanbul dominierte den Wettbewerb mit drei Titeln. 1968 wurde der Wettbewerb für ein Jahr unterbrochen.
Mit der Reformierung des Austragungsmodus der Süper Lig mit Beginn der Spielzeit 2011/12 wurde der 1970 eingestellte Wettbewerb wiederbelebt. Zur Teilnahme sind alle Mannschaften eingeladen, die sich in der laufenden Saison nicht für die Meisterschaftsendrunde oder die Spiele um die Teilnahme an der UEFA Europa League qualifizieren konnten. Im ersten Jahr entschieden sich acht der zehn in Frage kommenden Mannschaften, am Wettbewerb teilzunehmen. Folglich wurden in zwei Vierergruppen die Finalisten ausgespielt.

## Bisherige Pokalgewinner
| Saison | Sieger              | Finalist/Zweiter  |
| ------ | ------------------- | ----------------- |
| 1965   | PTT                 | Beşiktaş Istanbul |
| 1966   | Beşiktaş Istanbul   | Altay Izmir       |
| 1967   | Fenerbahçe Istanbul | Beşiktaş Istanbul |
| 1969   | Beşiktaş Istanbul   | İstanbulspor      |
| 1970   | Beşiktaş Istanbul   | Göztepe Izmir     |
| 2012   | Gaziantepspor       | Orduspor          |

## Rangliste
| Verein              | Siege | Jahr             |
| ------------------- | ----- | ---------------- |
| Beşiktaş Istanbul   | 3     | 1966, 1969, 1970 |
| PTT                 | 1     | 1965             |
| Fenerbahçe Istanbul | 1     | 1967             |
| Gaziantepspor       | 1     | 2012             |